# Banana Express
Banana Express is een bordspel voor kinderen van 4-8 jaar, waar een aapje met een dobbelsteen op een banaan rond een avonturen-eiland vaart. Er zijn drie verschillende avonturen (de hangbrug, de slangenglijbaan en de palmboom). Wie als eerste drie (evt. verschillende) avonturen heeft voltooid, is de winnaar van het spel.